# José María Díaz Gallegos
José María Díaz Gallegos; (San Fernando, 22 de agosto de 1845 - Santiago, 18 de octubre de 1921). Abogado y político liberal chileno. Hijo de José María Díaz Verdugo y de Leonarda Gallegos Verdugo. Contrajo matrimonio con Elvira Vial y López del Alcázar (1877).
Realizó sus estudios en el Instituto Nacional y en la Universidad de Chile, donde se graduó como abogado (1870). Fue abogado de la Defensa Fiscal, Juez de Tacna, Regidor de Santiago y director del Banco de Ahorro y Préstamos.
Miembro del Partido Liberal. Elegido Diputado en representación de Ancud, Quinchao y Castro (1891-1894). Durante este período formó parte de la comisión permanente de Economía y Comercio.